# Ramiro Pérez-Maura
Ramiro Pérez-Maura y Herrera (Mortera, 25 de agosto de 1934-Madrid, 13 de marzo de 2001) fue un diplomático, político y empresario español. 

## Biografía
Era bisnieto de Antonio Maura, presidente del gobierno español en varias ocasiones durante el reinado de Alfonso XIII. Fue el VII conde de la Mortera y IV duque de Maura, desde el 26 de julio de 1973 hasta su fallecimiento. Se licenció en Derecho por la Universidad de Madrid y en 1964 ingresó en la carrera diplomática. 
En 1969 ingresó en el Gabinete Técnico del Subsecretariado de Asuntos Exteriores, accediendo en 1970 al grado de secretario de primera clase. Ocupó diferentes cargos en el ministerio hasta 1976, cuando fue designado gobernador civil de Baleares. Fue presidente del Partido Liberal de Baleares y en las elecciones de 1977 consiguió un escaño de senador por la UCD en la circunscripción de Mallorca. Ocupó la Consejería de Transportes y Comunicaciones en el Consejo General Interinsular entre agosto de 1978 y junio de 1979.
Fue embajador de España en Luxemburgo (1996-septiembre de 2000), Corea del Sur, Jamaica, Antigua y Barbuda, San Cristóbal y Nieves, San Vicente y las Granadinas, Granada y Dominica.
Fue presidente de la Real Liga Naval Española y de la Fundación Antonio Maura, y también caballero de honor y devoción de la Orden de Malta.